# Mattyasovszky Ilona
Matyasóci Mattyasovszky Ilona, Fraknói Ilona, Ilona von Mattyasovszky, Helene von Mattyasovszky (Esztergom, 1882. március 31. – Budapest, 1943. április 12.) magyar filmszínésznő.

## Élete
Mattyasovszky Vilmos szolgabíró, köz- és váltóügyvéd, majd vármegyei főügyész és Etter Irma leányaként született. A legelső magyar némafilmek egyikében, a Drághfy Éva címűben (1913) már főszerepet játszott. Az első világháború alatt főként az Astra filmgyár produkcióiban lépett fel, a Tanácsköztársaság idején a filmdirektórium tagja volt. A háború után második férjével, Bolváry Gézával egy ideig filmiskolát tartott fenn Budapesten, majd 1926-ban Bécsbe, Berlinbe, később Münchenbe költöztek. Több német filmben is sikerrel szerepelt. 1937-ben Budapesten önálló magyar filmgyártó céget alapított Spektrum Film kft. név alatt. Ez a vállalat azonban csupán egy magyar hangosfilmet gyártott Tiszavirág címmel, s ebből német változat is készült. Ugyanebben az évben szerezte meg férje a Fejér vármegyei Abán birtokát, ahol utolsó éveit töltötte. 1943. április 12-én Budapesten halt meg, majd két nappal később az abai temetőben helyezték végső nyugalomra.

## Magánélete
Első házastársa alsóviszokai Gerlóczy Béla József (1873–1941) takarékpénztári tisztviselő volt, Gerlóczy Károly fia, akivel 1899. október 28-án Esztergomban kötött házasságot, majd 1908-ban elvált tőle. 1922. február 5-én Budapesten, az Erzsébetvárosban Bolváry Géza felesége lett.
Gyermekei: Gerlóczy Mária, Magdolna és Tibor.

## Filmjei
- Kalandorok (1914, szkeccs)
- Romlott emberek között (1915) – Kovácsné
- A falu rossza (1915) – Finum Rózsi
- Az obsitos (1917) – Juliska
- Vengerkák (1917) – Karolina
- A Pál-utcai fiúk (1917) – Nemecsek anyja
- A piros bugyelláris (1917)
- A toprini nász (1917) – Ria
- Az impresszárió (1917) – szerelmes amerikai asszony
- Tűzpróba (1917) – Magnus grófnő
- Jobbra én, balra te (1917)
- Taifun (1917) – Kerner Ilona
- A gazdag szegények (1917) – Maróthy grófnő
- A dollárnéni (1917, rövid)
- Az egyenlőség (1918)
- Asszonyfaló (1918) – Lady Rowel
- Rang és mód (1918)
- A sphynx (1918) – Matild grófnő
- A vörös kérdőjel (1918)
- Udvari levegő (1918) – Earrere Eglise, színésznő
- Tilos a csók (1919) – Molly, dada
- Halálos csönd (1918) – Klára
- Asszonybosszú (1918) – a kártyabarlang tulajdonosnője
- Izrael (1918) – Kristóf anyja
- Fehér rózsa (1919) – Emina szultána
- A tékozló fiú (1919) – Hilda
- Az anya bűne (1919) – az anya
- Rabszolgalázadás (1919)
- A dada (1919)
- A lélekidomár I–II. (1919) – Lys Blanc grófnő
- A száműzött (1919) – Fenny
- A tizennegyedik I–II. (1920) – Vera
- A masamód (1920) – Irén, színésznő
- Gyermekszív (1920) – Duncombe képviselő felesége
- Játék a sorssal (1920) – Lady Amelie Boward
- A kétarcú asszony (1920) – Daisy, a lord felesége / Mary, apacslány
- A színésznő (1920) – színésznő
- Lengyelvér I–II. (1920) – Leonie
- Nick Winter négy új kalandja 3. rész – Dráma az Alhambrában (1920)
- Nick Winter négy új kalandja 4. rész – Romok között (1920)
- A száműzött (1919) – Fenny
- Tavaszi szerelem (1921) – Lea Bard, színésznő
- Doktor Gaudeamus háza (1921, osztrák) – Hinitz Elsie
- A piros bugyelláris (1921, szkeccs)
- Meseország – A gyufaárus leány (1922) – a nagyanya
- Meseország – Anyaszív (1922) – az anya
- A kém (1922, szkeccs)
- Az eltiltott csók (1923)
- Egy dollár (1923) – Charley anyja
- Az obsitos (1922, szkeccs) – Juliska
- A lélekrabló (1922, szkeccs)
- Egy fiúnak a fele (1924) Gáthyné